# يوهان دينيز
يوهان دينيز (بالفرنسية: Yohann Diniz)‏ مواليد 1978 في فرنسا، هو متسابق مشي فرنسي متخصص في 50 كيلومتر مشي. شارك في دورة الألعاب الأولمبية.

## الميداليات
| الميدالية | المسابقة                       |
| --------- | ------------------------------ |
| فضية      | بطولة العالم لألعاب القوى 2007 |
| ذهبية     | بطولة أوروبا لألعاب القوى 2006 |

## روابط خارجية
- يوهان دينيز على موقع الاتحاد الدولي لألعاب القوى (الإنجليزية)
- يوهان دينيز على موقع الاتحاد الفرنسي لألعاب القوى (الفرنسية)
- يوهان دينيز على موقع اللجنة الأولمبية الدولية (الإنجليزية)
- يوهان دينيز على موقع أوليمبيديا (الإنجليزية)
- يوهان دينيز على موقع اللجنة الأولمبية الفرنسية (مؤرشف) (الفرنسية)